# Цві Гершоні
Цві Гершоні (Гершуні) (івр. צבי גרשוני, ім'я при народженні — Григорій (Герш) Якович Пінкензон;; 1915, Бєльці Бессарабської губернії — 1 вересня 1976, Ізраїль) — ізраїльський політичний діяч.

## Біографія
Цві Гершоні народився 1915 року в Бєльцях, там же закінчив хедер та єврейську гімназію мережі «Тарбут» з навчанням на івриті. Будучи гімназистом, став активістом молодіжних сіоністських організацій «Маккабі» і «Гордоні». Пізніше був обраний членом центрального комітету поселенської організації «ге-Халуц» і одним з керівників «Гордоні» в Румунії.
У 1936 року оселився в Палестині, працював в сільському господарстві в районі Реховоту, в 1937—1940 роках — в хайфському порту. Навчався на економічному факультеті Єврейського університету в Єрусалимі. Став одним із засновників кібуца Нір-Ам в пустелі Негев, після війни був емісаром в таборах для переміщених осіб у Європі.
Як член керівництва робочої партії «Мапай» двічі обирався депутатом Кнесету (1969—1976).